# 費爾普萊恩 (密歇根州)
費爾普萊恩（英語：Fair Plain）是位於美國密歇根州貝林縣的一個普查規定居民點。

## 人口
根據2020年美國人口普查的數據，費爾普萊恩的面積為11.75平方千米，當中陸地面積為11.13平方千米，而水域面積為0.62平方千米。當地共有人口7402人，而人口密度為每平方千米629.96人。